# Västra Kikkejaur sameby
Västra Kikkejaur sameby är en skogssameby i Arvidsjaurs kommun och i östligaste delen av Arjeplogs kommun, Arvidsjaurs och Arjeplogs församlingar, mellersta Lappland, Norrbottens län.
Att byn är en skogssameby innebär att renarna är i skogslandet hela året. Åretruntmarkerna ligger ovanför lappmarksgränsen och vinterbetesmarkerna nedanför.

## Område
I söder "från lappmarksgränsen vid Svanträsk i en rät linje över topparna av Näverliden och Hålberg till järnvägen vid Hålbergsliden, därifrån längs järnvägen (med densamma belägen inom Västra Kikkejaurs sameby) till Arvidsjaur, därifrån längs landsvägen till Avaviken, i denna väg och i Storavan söder om Storön, genom Välma och Uddjaur".

I väster "Hornavans östra strand och Arjeplogsströmmarna väster om Öberget".

I norr "från lappmarksgränsen längs Byske älv över Kilversjön, Arvidsjaursjön, Kikkejaurforsen, Västra Kikkejaure till Jerfojaurejokks inflöde däri, uppför Jerfojaurejokk till Östra Jerfojaure (Östansjö), därifrån stigen till Sarkaure, denna sjö och strömmen till Gangsjajaure, därifrån strömmen till Ábrávrre, denna sjö upptill dess västra ände, därifrån stigen över Tjeutjenåive till Gublijaure, denna sjö, Lulepotten och Kakel till Hornavan". Den nyss angivna "nordliga" gränsen utgör samtidigt till största delen gräns mot Östra Kikkejaur sameby, som ligger nordost samt öster om Västra Kikkejaurs sameby.

I öster "sträcker sig samebyn så långt som samerna enligt sedvanerätt plägat utsträcka sina flyttningar".
Västra Kikkejaur sameby sträcker sig mot sydost från Arvidsjaur i ett avlångt kilformat landområde mellan Östra Kikkejaur sameby i norr och Mausjaur sameby i söder och ner till lappmarksgränsen.
Längden är ovanför lappmarksgränsen cirka 80 kilometer. Största bredd är cirka 45 kilometer. Arealen var (1968) 1803 km².
I ovan nämnda område ingår följande från grannbyarna år 1946 avsöndrade delområden: "i väster från Maskaur området i Arjeplogs socken, i norr från Östra Kikkejaur ett mindre område mellan Ábrávrre och Råtjejokk-Gansjajaure, i sydost från Mausjaur det långsmala området nedanför Arvidsjaur mellan Järnvägslinjen Jörn-Arvidsjaur och Byske älv. Efter den ändrade gränsdragningen anses gränserna ha blivit bättre anpassade för renskötseln".

## Historia
Skogssamerna i södra Lappland är en ursprungsbefolkning. Befolkningen inom Västra Kikkejaur sameby tillhör språkhistoriskt den nordliga umesamiska språkgruppen och har varit en skogssamisk befolkning mycket länge. I området kring Arjeplog och västerut vidtar dock det pitesamiska språkområdet, vilket emellertid mest berör de fjällsamebyar som ligger mellan Arjeplog och gränsen mot Norge.
År 1889 trädde 1886 års renbeteslag i kraft. Lagen innebar att det administrativa begreppet sameby (lappby), infördes i svensk lag, vilket i huvudsak innebar att nyttjanderätten till mark i fjällområdet blev gemensam (kollektiv). Därmed uppstod en administrativ skillnad mellan renägande och icke-renägande samer, vilken kommit att innebära många problem samt splittring som inom gruppen.
Ernst Manker anger en del Äldre förhållanden;

Bland de nuvarande (1968) boplatserna har Östansjö (Jerfojaur), Allejaur, Araksuolo, Vaksholm (Vaksemjaure), Strömudden, Granudden och Radnaur tradition som gamla visten.
Granholm är känt efter gammalt som Lappkungens viste efter Lars-Erik Granström, som var "klok man" och ordningsman, tingstolk och "vän med landshövdingen".
Efter en studieresa år 1943 publicerade Israel Ruong en karta över Västra Kikkejaur sameby med inlagda visten, rengärden och flyttningsleder, som sedan gammalt tillhört de familjer som rört sig längs stråket Västra Kikkejaure-Jerfojaure (se litteraturförteckningen nedan).

## Personer från Västra Kikkejaurs sameby
- Karin Stenberg

## Platser (enligt Mankers ordning)
| - Abraure - Suolojaur (Ståkkelby) - Sergajaur - Sarvasudden, Jerfojaure - Tjolta - Ardnesjaur | - Östansjö - Naurak - Buodatsjegge - Peiva - Mähtje - Tjadtnes | - Stormyrbäcken - Sadvegielas - Stritjomvare - Seutner - Araksuolo - Strömudden | - Sletneviken - Vuopme - Vaksemjaur - Vaksholm (Holm) - Svanvik - Rackträsk | - Radnaur (Radnejaur) - Njakajauratj - Båtsanåive - Straukajaur - Kuottajaur - Allejaur | - Allejaur udde - Kläpparåvve - Jalta - Nordanå (övre Långträsket) - Såkevare - Njallejaur | - Tolpijaur - Renvallen - Snåtterberget - Skogshult - Kåtaselet |

## Järnvägsstationer vidInlandsbanan
- Akkavare
- Avaviken
- Julträsk
- Järvtandberget
- Renviken
- Slagnäs

## Järnvägsstationer vidJörn-Arvidsjaursbanan
- Abborrträsk
- Hålbergsliden

## Sjöar
- Ábrávrre
- Arvidsjaure (Arvehaure)
- Gubblijaure
- Kakel
- Långträsket
- Västra Kikkejaure